# Sollevamento pesi ai Giochi della XXXI Olimpiade - 85 kg maschile
Le gare di sollevamento pesi della categoria fino a 85 kg maschile dei giochi olimpici di Rio de Janeiro 2016 si sono svolte il 12 agosto 2016 presso il padiglione 2 di Riocentro.

## Programma
L'orario indicato è riferito a quello brasiliano (UTC-3)
| Data                    | Ora   | Gruppo   |
| ----------------------- | ----- | -------- |
| Venerdì, 12 agosto 2016 | 10:00 | Gruppo B |
| Venerdì, 12 agosto 2016 | 19:00 | Gruppo A |

## Record
Prima della competizione, i record olimpici e mondiali erano i seguenti:
| Record mondiale | Strappo | Andrei Rybakou Bielorussia | 187 kg | 22 settembre 2007 Chiang Mai, Thailandia |
| Record mondiale | Slancio | Kianoush Rostami Iran      | 220 kg | 31 maggio 2016 Teheran, Iran             |
| Record mondiale | Totale  | Kianoush Rostami Iran      | 395 kg | 31 maggio 2016 Teheran, Iran             |
| Record olimpico | Strappo | Andrei Rybakou Bielorussia | 185 kg | 15 agosto 2008 Pechino, Cina             |
| Record olimpico | Slancio | Pyrros Dīmas Grecia        | 215 kg | 23 settembre 2000 Sydney, Australia      |
| Record olimpico | Totale  | Andrei Rybakou Bielorussia | 394 kg | 15 agosto 2008 Pechino, Cina             |

## Risultati
| Pos.    | Atleta                | Nazione       | Gruppo | Peso  | Strappo (kg) | Strappo (kg) | Strappo (kg) | Strappo (kg) | Slancio (kg) | Slancio (kg) | Slancio (kg) | Slancio (kg) | Totale |
| Pos.    | Atleta                | Nazione       | Gruppo | Peso  | 1            | 2            | 3            | Risultato    | 1            | 2            | 3            | Risultato    | Totale |
| ------- | --------------------- | ------------- | ------ | ----- | ------------ | ------------ | ------------ | ------------ | ------------ | ------------ | ------------ | ------------ | ------ |
| Oro     | Kianoush Rostami      | Iran          | A      | 84.26 | 174          | 179          | 182          | 179          | 215          | 215          | 217          | 217          | 396    |
| Argento | Tian Tao              | Cina          | A      | 84.85 | 173          | 178          | 178          | 178          | 210          | 210          | 217          | 217          | 395    |
| Bronzo  | Denis Ulanov          | Kazakistan    | A      | 84.95 | 170          | 175          | 175          | 175          | 215          | 215          | 215          | 215          | 390    |
| 4       | Oleksandr Pjelješenko | Ucraina       | A      | 84.73 | 170          | 173          | 175          | 175          | 210          | 210          | 212          | 210          | 385    |
| 5       | Pjotr Asajonak        | Bielorussia   | A      | 84.24 | 165          | 170          | 173          | 170          | 201          | 207          | 215          | 207          | 377    |
| 6       | Pavel Chadasevič      | Bielorussia   | A      | 84.47 | 166          | 170          | 173          | 170          | 195          | 201          | 201          | 195          | 365    |
| 7       | Fares El-Bakh         | Qatar         | A      | 84.79 | 151          | 155          | 158          | 158          | 197          | 203          | 208          | 203          | 361    |
| 8       | Giovanni Bardis       | Francia       | B      | 84.63 | 160          | 160          | 165          | 165          | 185          | 190          | 192          | 192          | 357    |
| 9       | Benjamin Hennequin    | Francia       | A      | 84.43 | 155          | 160          | 160          | 155          | 195          | 202          | 202          | 195          | 350    |
| 10      | Yoelmis Hernández     | Cuba          | A      | 84.49 | 150          | 150          | 150          | 150          | 200          | 205          | 205          | 200          | 350    |
| 11      | Theodoros Iakovidis   | Grecia        | B      | 84.58 | 151          | 156          | 160          | 160          | 186          | 190          | 197          | 190          | 350    |
| 12      | Pascal Plamondon      | Canada        | B      | 85.00 | 150          | 155          | 155          | 155          | 185          | 185          | 190          | 190          | 345    |
| 13      | Yu Dong-ju            | Corea del Sud | B      | 84.44 | 150          | 157          | 157          | 150          | 190          | 195          | 195          | 190          | 340    |
| 14      | Amar Musić            | Croazia       | B      | 84.58 | 140          | 145          | 150          | 150          | 180          | 180          | 186          | 186          | 336    |
| 15      | Richie Patterson      | Nuova Zelanda | B      | 84.13 | 145          | 149          | 149          | 149          | 181          | 186          | 187          | 181          | 330    |
| 16      | Hoàng Tấn Tài         | Vietnam       | B      | 84.27 | 135          | 140          | 145          | 145          | 172          | 180          | 185          | 180          | 325    |
| 17      | Welisson Silva        | Brasile       | B      | 84.69 | 140          | 145          | 150          | 145          | 180          | 190          | 190          | 180          | 325    |
| 18      | Milko Tokola          | Finlandia     | B      | 84.79 | 140          | 145          | 148          | 145          | 170          | 175          | 175          | 175          | 320    |
| 19      | Khalid El-Aabidi      | Marocco       | B      | 80.57 | 120          | 127          | 130          | 120          | 153          | 160          | 165          | 165          | 285    |
| 20      | Christian Amoah       | Ghana         | B      | 83.52 | 121          | 125          | 130          | 130          | 153          | 153          | 157          | 153          | 283    |
| –       | Kyle Micallef         | Malta         | B      | 84.87 | 118          | 118          | 118          | DNF          | N.D.         | N.D.         | N.D.         | N.D.         | dnf    |
| –       | Aṙak‘el Mirzoyan      | Armenia       | A      | 83.67 | 158          | 158          | 160          | 158          | N.D.         | N.D.         | N.D.         | N.D.         | dnf    |
| dq      | Gabriel Sîncrăian     | Romania       | A      | 84.33 | 167          | 171          | 173          | 173          | 204          | 212          | 217          | 217          | 390dq  |

Il cipriota Antonis Martasidis originariamente inserito nella lista di partenza è strato estromesso dai Giochi in quanto risultato positivo ad una sostanza proibita ad un controllo antidoping del 25 luglio 2016.